# Samuel Amsler

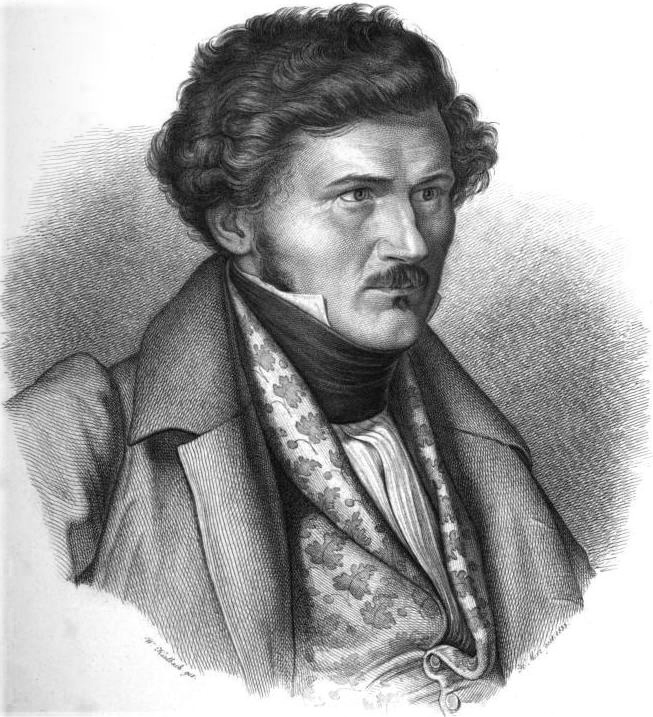
Samuel Amsler, gestochen 1835 von seinem Schüler Heinrich Merz nach Wilhelm von Kaulbach

Samuel Amsler (* 17. Dezember 1791 in Schinznach; † 18. Mai 1849 in München) war ein Schweizer Kupferstecher.

## Leben
Der Sohn des Amtsarztes und Landwirts Jakob Amsler hatte ab 1810 Unterricht bei Johann Heinrich Lips, danach studierte er in München. 1816 ging Amsler nach Rom und 1829 wurde er Professor an der Kunstakademie in München. Er gilt als einer der Hauptmeister des nazarenischen Reproduktionsstichs. Zu seinen Schülern zählten Wilhelm von Kaulbach, Heinrich Merz und Carl Arnold Gonzenbach. Amslers Neffe Jakob Amsler-Laffon war ein bekannter Mathematiker und Ingenieur. Samuel Amsler starb 1849 im Alter von 57 Jahren in München.
Samuel Amsler starb 1849 im Alter von 57 Jahren in München.

## Grabstätte

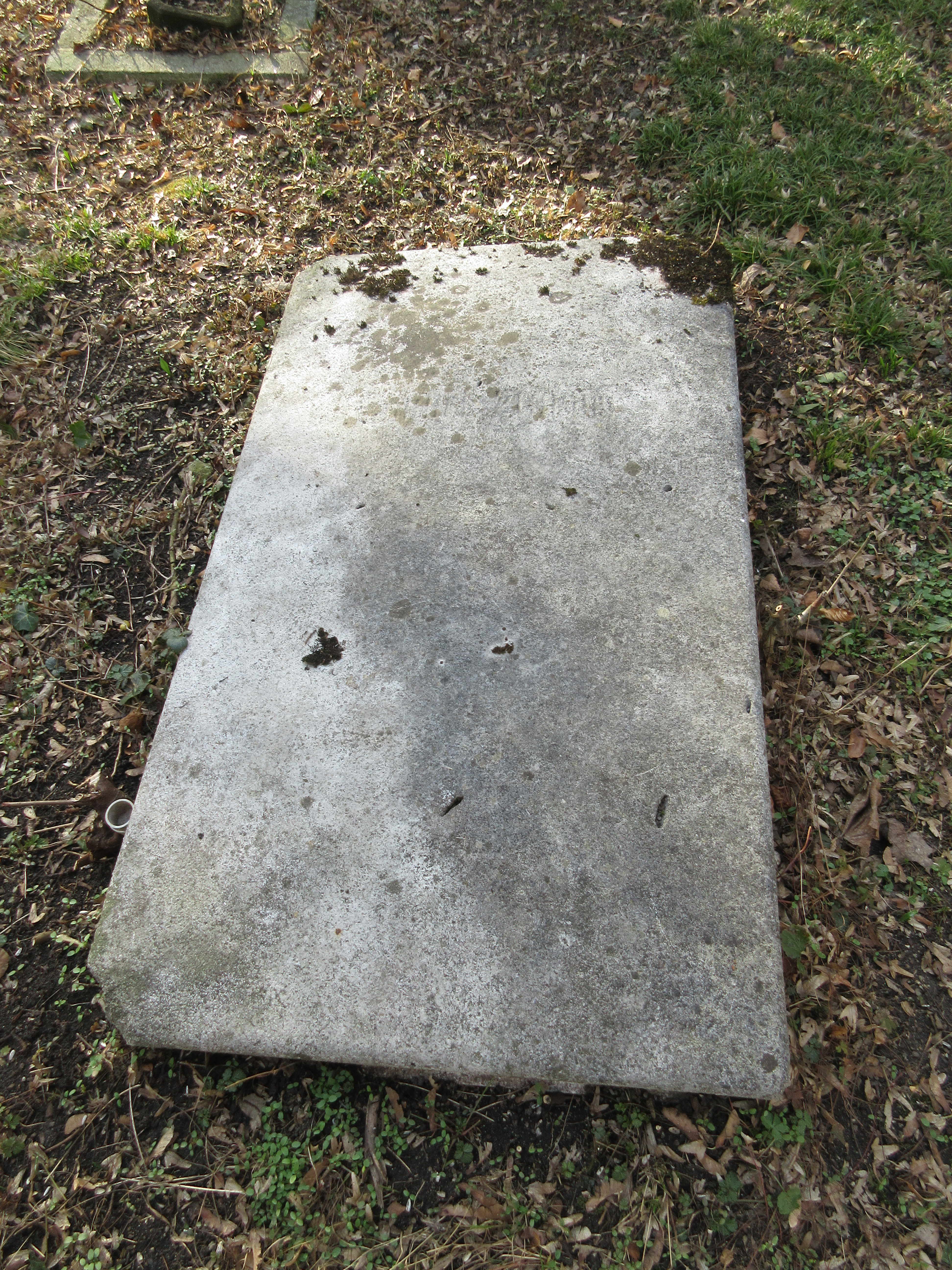
Grab von Samuel Amsler auf dem Alten Südlichen Friedhof in München

Die Grabstätte von Samuel Amsler befindet sich auf dem Alten Südlichen Friedhof in München (Gräberfeld 7 – Reihe 2 – Platz 1) Standort.

## Bekannte Werke

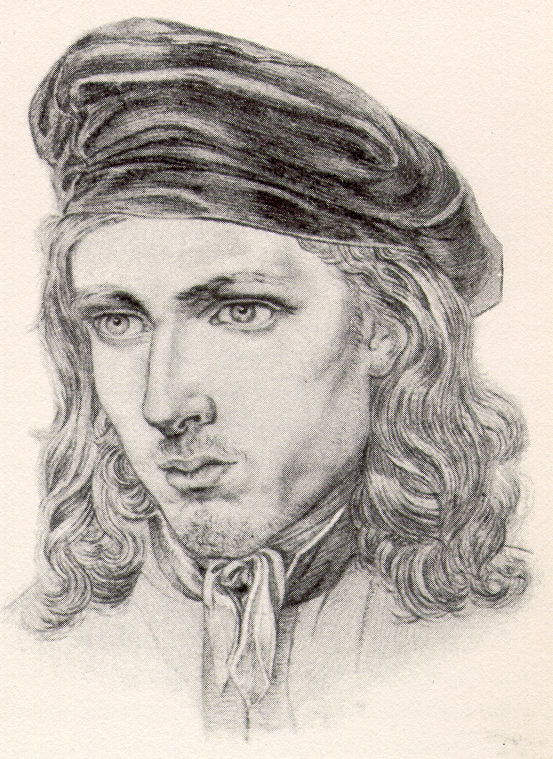
Carl Philipp Fohr gezeichnet von Barth; Unikat im Kurpfälzischen Museum Heidelberg; und …

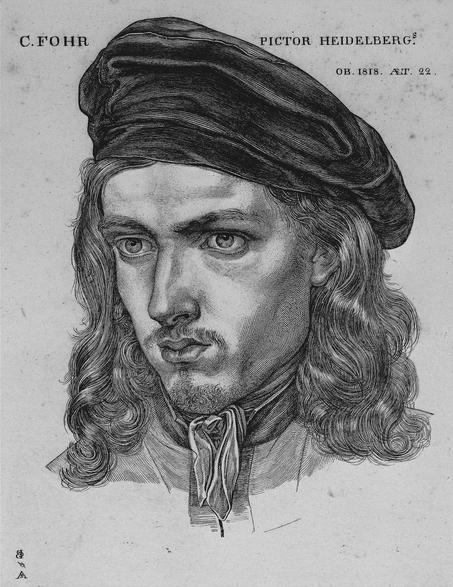
… als Stich von Amsler; signiert A//S

- Kupferstiche nach Zeichnungen von Friedrich Overbeck für Hermann Lückes Der Einzug Alexander des Grossen in Babylon (Marmorfries von Bertel Thorvaldsen), erschienen unter anderem als Neue Ausgabe, 3. revidierter Abdruck, Leipzig: A. Dürr, 1875[3]